# Ya se va
“Ya se va” es una canción escrita por Jorge A. Ramírez en 1983. Selena grabó la canción de su álbum debut en 1984 sólo para los EE. UU. Sin embargo, el álbum fue lanzado para el mercado español en 1995. Esta canción fue interpretada en todo Texas y tuvo muy pobres comentarios. Esta canción fue regrabada en 1990 para Mis primeros éxitos (un álbum de Selena). “Ya se va” fue lanzado como un sencillo promocional en 1983.

## Versiones
- “Ya se va” (Mis primeras grabaciones): esta versión tiene la versión original de "Ya se va".
- “Ya se va” (Mis primeros éxitos): esta versión se ha actualizado y grabado de nuevo.